# Thơ
Thơ là hình thức nghệ thuật dùng từ trong ngôn ngữ làm chất liệu và sự chọn lọc từ cũng như tổ hợp của chúng được sắp xếp dưới hình thức logic nhất định tạo nên hình ảnh hay gợi cảm âm thanh có tính thẩm mĩ cho người đọc, người nghe. Từ thơ thường được đi kèm với từ câu để chỉ một câu thơ, hay với từ bài để chỉ một bài thơ. Một câu thơ là một hình thức câu cô đọng, truyền đạt một hoặc nhiều hình ảnh, có ý nghĩa cho người đọc, và hoàn chỉnh trong cấu trúc ngữ pháp. Một câu thơ có thể đứng nguyên một mình. Một bài thơ là tổ hợp của các câu thơ. Tính cô đọng trong số lượng từ, tính tượng hình và dư âm thanh nhạc trong thơ biến nó thành một hình thức nghệ thuật độc đáo, tách biệt hẳn khỏi các hình thức nghệ thuật khác.
Thơ có lịch sử lâu dài. Định nghĩa sớm nhất ở châu Âu về thơ có thể bắt đầu từ nhà triết học người Hy-Lạp Aristotle (384–322 TCN). Ở Việt Nam, thơ có thể bắt nguồn từ tục ngữ, ca dao mà ra. Những câu có vần điệu, dễ nhớ như Sấm bên đông, động bên tây vốn là những kinh nghiệm được đúc kết thông qua sự từng trải, sự quan sát các hiện tượng thiên nhiên, mà đúc kết lại, truyền từ đời nọ sang đời kia, giống như một thứ mật mã trong ngôn ngữ để truyền thông tin vậy. Những đúc kết bao gồm đủ mọi mặt trong cuộc sống, sau này khi được biến thành những câu ca dao, câu vè, chúng trở thành hình thức văn nghệ, giải trí.
Thông qua giao lưu giữa các nền văn hóa, các thể loại thơ được tăng dần. Từ những cấu trúc đơn giản đến những cấu trúc phức tạp. Những xu hướng gần đây cho thấy, cấu trúc không còn là yếu tố quan trọng trong thơ. Trong các thể loại thơ ở Việt Nam, ta có thể kể đến vài loại như lục bát, song thất lục bát, các thể loại thơ Đường luật như thất ngôn bát cú, thất ngôn tứ tuyệt, ngũ ngôn bát cú rồi đến các loại thơ mới và thơ tự do. Ngoại trừ thơ tự do, một hình thức hầu như không có một cấu trúc rõ rệt, các loại thơ khác hầu như đều có cấu trúc nhất định. Chặt chẽ nhất có thể là các loại thơ Đường, trong đó cấu trúc về nội dung, luật về số chữ trong câu, số câu trong bài, về cách gieo vần quyết định thể loại của bài thơ. Sự khắt khe trong cấu trúc làm cho thơ Đường trở nên gần như một hình loại văn học chỉ dành riêng cho các tầng lớp trung lưu trở lên, là những người có giáo dục đường hoàng. Chính vì sự khắt khe này, thơ Đường hiện nay dần dần bị phai nhạt và hầu như không còn ai để ý đến nữa.
Hiện nay, thơ trở thành hình thức nghệ thuật hầu như ai cũng biết đến. Không ai đã từng thông qua quá trình giáo dục mà không biết vài câu thơ. Thơ còn trở nên hình thức để bày tỏ tâm tư và chứa đựng tính sáng tạo của con người. Có thể nói, sự tồn tại của thơ đi song song với sự tồn tại của ngôn ngữ. Còn ngôn ngữ tức là còn thơ.

## Một cách hiểu về thơ
Thơ, thơ ca hay thi ca, là khái niệm chỉ các loại sáng tác văn học có vần điệu, có đặc điểm ngắn gọn, súc tích, nhiều ý cô đọng. Một bài văn cũng có thể là một bài thơ nếu sự chọn lọc các từ trong đó súc tích và gây cảm xúc cho người đọc một cách nhanh chóng. Bên cạnh đó, một bài thơ thường còn mang tính vần giữa câu nọ với câu kia và tổ hợp của các câu gây ra âm hưởng nhạc tính trong bài. Thơ thường dùng như hình thức biểu tả cảm xúc trữ tình, hoặc tình cảm xúc động trước hiện tượng xảy ra trong cuộc sống, như khi người ta đứng trước phong cảnh ngoạn mục, hoặc đứng trước thảm cảnh. Sự tương tác giữa tình cảm con người và hoàn cảnh tạo nên những cảm nghĩ mà người ta muốn bày tỏ với một phong độ chắt lọc, tinh khiết, không rườm rà, song có mức thông tin cao, đột phát, nhưng cô đọng và khúc chiết. Muốn làm được như vậy, người làm thơ phải có một con mắt quan sát chi tiết, tổng quát hóa, và nhanh chóng liên tưởng giữa những hình ảnh quan sát được với những gì vốn có trước đây.
Tính nhạc trong thơ là một hình thức làm cho bài thơ dễ được cảm nhận bởi người nghe hay người đọc và sức cảm nhận nhanh chóng này tương tự như hiệu ứng của việc xem phim và nghe âm nhạc trong phim hòa quyện với nhau cùng một lúc. Câu chữ trong thơ văn, hay trong ngôn ngữ, giúp con người tái tạo lại hình ảnh mà nó miêu tả, song âm thanh và vần điệu của các từ lại gây cảm xúc về âm nhạc. Sự kết nối khéo léo giữa hai tính chất này của ngôn ngữ thúc đẩy sự tìm tòi các từ có âm thanh hay, xác thực với tình cảm người viết muốn truyền, đồng thời tìm tòi những từ mới. Tính âm nhạc còn thể hiện trong việc sử dụng các từ diễn tả âm thanh như "rì rào", "vi vút", "ầm ầm", "lanh canh",... Chính vì tính chất này, việc làm thơ nhiều khi tương tự như việc làm toán, hoặc việc bài binh bố trận trong quân sự, mà bài toán hay kẻ thù phải chinh phục chính là cảm xúc của họ, và câu chữ hoặc từ là phép toán hay lực lượng quân đội mà họ có, và người làm thơ phải nhanh chóng tìm ra phương pháp biểu tả tình cảm của mình dưới một hình thức cô đọng, hợp lý, với một số lượng từ rất nhỏ. Để lùng tìm những câu, chữ, từ, nghĩa nhanh chóng, người làm thơ thường phải kinh qua một quá trình luyện tập lâu dài, bằng cách đọc sách, học cách biểu tả tình cảm của mình bằng những câu chữ ngắn gọn, đồng thời có cảm quan nhạy bén với ngữ nghĩa của từ được dùng. Thơ còn đòi hỏi tính phân tích các từ ghép và cô đọng từ. Chính vì thế, nhiều khi do làm thơ, người làm thơ dễ rơi vào tình trạng liên tưởng giữa từ của nghĩa này sang từ của nghĩa khác. Khi được dùng trong thơ, người ta còn gọi là sự "chơi chữ".
Tính hội họa trong thơ, hay còn gọi là tính tạo hình, là một tính chất cơ bản. Người làm thơ, trước khi viết thơ, thường rơi vào tình trạng mà người ta gọi là "cảm hứng". Trong tình trạng này, các hình ảnh thu được trong trí nhớ, có thể bao gồm cả các khung cảnh ở bên ngoài quan sát được, liên kết với nhau, tạo nên một thế giới nhỏ bé. Hình ảnh có thể rõ đến mức người ta gần như cảm thấy có thể động vào những vật thể, ngửi thấy mùi vị, thấy sự chuyển động của vật thể, thấy màu sắc v.v. Người làm thơ sẽ sống trong thế giới ấy trong khi họ đang nghĩ về bài thơ, họ sẽ đi lại, vào các góc của thế giới của mình, nhìn rõ hơn các vật cảnh, liên kết thêm những màu sắc, những chuyển động, những dãy liên tiếp của các sự kiện xảy ra, hay nói cách khác, họ xa rời cái thế giới mà họ đang sống. Chính vì hiện tượng này, người ta có câu nói đùa, chỉ các nhà thơ là thơ thẩn, nằm mơ hay mơ mộng như người ở trên cung trăng. Đây là một hiện trạng có thật. Sự hưng phấn do được sống trong thế giới riêng của mình, được sắp đặt nó theo ý riêng của mình, được thêm thắt, chắt lọc, được cho các vật chuyển động, xoay quanh các vật, chiêm ngưỡng chúng, cảm giác chúng v.v. gây nên sự ham mê, thôi thúc người làm thơ tiếp tục sống và diễn tả lại chúng bằng từ ngữ. Không những quan sát và diễn tả không thôi, họ còn phải nâng sự quan sát của họ lên đến một mức độ nhạy bén, hoa mỹ, không tầm thường - đây chính là sự khác biệt giữa thơ và truyện hay với các loại hình nghệ thuật khác. Một số cách dùng từ để thể hiện:
| Quan sát | Cách diễn tả thường thấy                  | Cách diễn tả có tính thơ hơn                                                  |
| -------- | ----------------------------------------- | ----------------------------------------------------------------------------- |
| Mưa      | ảm đạm, xối xả, rầu rĩ                    | thì thầm, lõm bõm, quất mặt, vắt nước, bạc trời đất, xiên ngang trời          |
| Buồn     | thảm, rầu, ơi là buồn, héo hắt, tênh      | lãng đãng, nham nhở, đặc sệt, nhỏ giọt, thở khói đen, bám rễ, đeo trên ngực   |
| Hoa      | nở, thắm, thơm lừng, thơm ngát, thơm nồng | chúm chím, nứt ra, ngóc đầu, nhảy múa, hát vị ngọt, phanh lồng ngực tỏa hương |
Việc chọn lọc từ tạo nên hình ảnh thường được thấy rất nhiều trong các bài thơ. Có những hình ảnh đẹp, mềm mại, hài hòa, thơ mộng. Có những hình ảnh khắc khổ, vuông thành sắc cạnh, song cũng có những hình ảnh đồ sộ, đôi khi gớm ghiếc. Mỗi một hình ảnh đều nhằm tái tạo lại thị giác, cảm quan của người làm thơ lúc họ viết. Một trong những ví dụ về hình ảnh có thể tìm thấy trong tập Truyện Kiều của Nguyễn Du:
Cỏ non xanh tận chân trời
Cành lê trắng điểm một vài bông hoa
Do ảnh hưởng của quan niệm hội họa dưới thời người làm thơ còn sống, Nguyễn Du thường sử dụng phong thái thủy mặc trong thơ của mình. Phong cảnh đơn sơ, chấm điểm, phác thảo và nhẹ nhàng, nhưng không kém sức quyến rũ. Một câu khác của Bà Huyện Thanh Quan trong bài Qua đèo Ngang:
Lom khom dưới núi tiều vài chú
Lác đác bên sông chợ mấy nhà
Hay Nguyễn Khuyến:
Ao thu lạnh lẽo nước trong veo
Một chiếc thuyền câu bé tẻo teo
Sóng biếc theo làn hơi gợn tí
Lá vàng trước gió khẽ đưa vèo.
Hay gần đây hơn của Trần Đăng Khoa trong bài Nghe thầy đọc thơ:
Em nghe thầy đọc bao ngày
Tiếng thơ đỏ nắng, xanh cây quanh nhà
Mái chèo nghiêng mặt sông xa
Bâng khuâng nghe vọng tiếng bà năm xưa
Không chỉ là những hình ảnh đẹp, tĩnh tại, hình ảnh trong thơ còn động đậy, hoạt bát. Người đọc thơ vừa hình tượng được vật thể, vừa thấy màu sắc, vừa thấy sự chuyển động của chúng. Chính vì lý do này, nhiều khi các vật được miêu tả trong thơ được nhà thơ cho thêm tính "hoạt họa" của nó, hay còn gọi là "nhân cách hóa". Dùng động từ cho những vật tưởng là vô tri, vô giác cũng giống như việc thổi sức sống vào trong vật thể, làm nó sống động trong đầu người đọc thơ. Chẳng hạn Trần Đăng Khoa đã viết trong bài Mặt bão:
Bão đến ầm ầm
Như đoàn tàu hỏa
Bão đi thong thả
Như con bò gầy
Hay trong bài "Góc Hà Nội"
Nắng tháng tư xỏa mặt
Che vội vàng nỗi nhớ đã ra hoa.
..
Thành phố ngủ trong rầm rì tiếng gió
Nhà ai quên khép cửa
Giấc ngủ thôi miên cả bến tàu
Đương nhiên khi đọc những câu thơ trên, chúng ta còn thấy tính ẩn dụ, so sánh hình ảnh. Tính tương đương của hình ảnh làm cho người đọc dễ liên tưởng hơn, đặc biệt khi để miêu tả một trạng thái với nhiều chi tiết mà tính chắt lọc của thơ không cho phép người ta được rườm rà. Ví von, ẩn dụ còn gây hiệu ứng về các trạng thái tình cảm, chẳng hạn như người ta cảm thấy những vật vô tri, vô giác, hay những hoàn cảnh tự nhiên bỗng trở nên đáng yêu hơn, ngộ nghĩnh hơn, đáng ghét hơn, hay đáng sợ hãi hơn v.v. Những hình ảnh ví von ngộ nghĩnh thường thấy trong các bài thơ của thiếu nhi làm, chẳng hạn mấy câu thơ Khoa làm lúc 9 tuổi trong bài Buổi sáng nhà em:
Ông trời nổi lửa đằng đông
Bà sân vấn chiếc khăn hồng đẹp thay
..
Chị tre chải tóc bên ao
Nàng mây áo trắng ghé vào soi gương
Bác nồi đồng hát bùng boong
Bà chổi loẹt quẹt lom khom trong nhà
Song nó cũng xuất hiện trong những bài của những nhà thơ lớn tuổi. Ví dụ Nguyễn Mỹ trong bài Con đường ấy:
Nắng bay từng giọt - nắng ngân vang
Ở trong nắng có một ngàn cái chuông
Hoặc Hàn Mặc Tử trong bài Một Nửa Trăng:
Hôm nay chỉ có nửa trăng thôi
Một nửa trăng ai cắn vỡ rồi
Đặc biệt tính ví von trong thơ Hồ Xuân Hương gây nhiều trạng thái tình cảm nửa hư, nửa thực, gần như trêu chọc người đọc, như trong bài Đánh Cờ:
Quân thiếp trắng, quân chàng đen,
Hai quân ấy chơi nhau đà đã lửa.
Thọat mới vào chàng liền nhảy ngựa,
Thiếp vội vàng vén phứa tịnh lên.
Hai xe hà, chàng gác hai bên,
Thiếp thấy bí, thiếp liền ghểnh sĩ.
Hay trong bài Ốc nhồi (thơ Hồ Xuân Hương):
Bác mẹ sinh ra phận ốc nhồi,
Đêm ngày lăn lóc đám cỏ hôi.
Quân tử có thương thì bóc yếm,
Xin đừng ngó ngoáy lỗ trôn tôi.
Nếu hình ảnh trong đầu của nhà thơ không sống động, thì người đọc thơ cũng không có cảm quan sống động của bài thơ. Sự tương tác giữa họa, nhạc trong thơ có thể gần như tương tự với sự đóng góp của họa sĩ, nhạc sĩ, hay nói cách khác, sự dàn dựng một bộ phim, và họa sĩ, nhạc công, đạo diễn phim v.v. tất cả đều chỉ bởi nhà thơ với ngòi bút và những từ ngữ trong một hệ thống ngôn ngữ mà ra.
Cách sử dụng dùng hình ảnh động đậy bằng việc cho thêm các động từ cũng thường được thấy trong các bài thơ Đường, đặc biệt là trong các vế đòi hỏi tính đối lập. Chẳng hạn Hồ Xuân Hương trong bài Lên chơi Đông Sơn tự:
Đông Sơn cảnh chiếm một hồ riêng,
Uyên báu bay về, khói pháp chen,
Đá núi điểm đầu, mưa phất xuống,
Ngàn hoa nở rộ, gió tung lên,
Đế Bà hương hỏa thơm bên xóm,
Trịnh Chúa xe qua vết cũ còn,
Cứu độ bè từ qua bể khổ,
Chim âu ngủ đứng bến ngư thôn.
Một điểm khá quan trọng trong phim ảnh, nhạc, thơ hoặc bất cứ một hình thức nghệ thuật nào là tính lôgic của các sự kiện. Sự phát triển của các hình ảnh từ nhỏ đến lớn, từ trầm đến thanh, từ mịn màng đến gồ ghề v.v. phải luôn luôn được cân nhắc. Người đọc thơ bị lôi cuốn một phần cũng vì tính lôgic của nó. Rất nhiều bài thơ, ngay cả của những thi sĩ nổi tiếng, do sắp xếp các hình ảnh trong thơ thiếu tính lôgic mà bài thơ của họ không được mấy người để ý. Những hình ảnh đẹp họ gợi lên, hay những tương tác giữa các nhân vật trong thơ, cũng như tiến trình dẫn đến cao trào không có một sự phát triển lôgic nhất định, gây cảm giác bấp bênh, lõm bõm, và rời rạc cho người đọc. Nhạc trong thơ, hay sự tiến trình của cao trào cũng như thoái trào trong thơ, cũng tương tự như tiến trình của âm nhạc, đòi hỏi phải theo cung, theo nhịp và theo sự tiến triển của thời gian. Trong hội họa tiến trình này còn được hiểu như tiến trình của các gam màu, đồng dạng hoặc đối lập. Thơ không phải là một tổ hợp của các hình ảnh lộn xộn, song là một chuỗi các hình ảnh được gắn lại với nhau theo một quá trình sắp đặt hợp lý, không kể tính thuận nghịch. Chính vì đặc tính này, người làm thơ, hay các nhà thơ, còn có thể được gọi là các "nghệ sĩ". Họ không chỉ là người biết nhiều từ vựng, biết mường tượng phong cảnh giỏi, mà họ còn là người biết sắp xếp các sự kiện hợp lý, và các bài thơ của họ tái tạo lại tình cảm, tái tạo lại sự kiện trong đầu người đọc nhanh chóng và gắn bó, như sự phát triển tình cảm của họ khi họ viết một bài thơ. Nắm bắt được sự phát triển tình cảm của mình, gây dựng được cao trào đòi hỏi nhà thơ gần như có thêm một bản sao của chính mình. Họ phải quan sát cảm quan và sự tiến triển tình cảm của chính bản thân, ghi nhớ chúng và viết lại. Cảm quan của nhà thơ, sự hội tụ của các sự kiện bên ngoài, tính triết lý v.v. đều ảnh hưởng bởi ngoại cảnh và môi trường xã hội. Không một nhà thơ nào không bị ảnh hưởng của điều kiện chính trị, lịch sử, phong cách suy nghĩ của thời đại khi họ còn sống.
Tứ thơ, hay ý tứ của bài thơ, là tình cảm, hình ảnh chủ đạo mà bài thơ muốn truyền đạt. Phong cách là cách chọn từ, cách diễn đạt ý tưởng của mình, chẳng hạn: ngộ nghĩnh, đơn sơ, mộc mạc, đơn giản, thanh thoát, gồ ghề, góc cạnh, mỉa mai, châm biếm, hoặc là cao thượng, đầy tính triết lý v.v. Cấu tứ của bài thơ là cấu trúc và ý tưởng gộp lại. Cách sắp xếp các câu thơ, sự sắp xếp của bài thơ, luật sử dụng trong bài thơ, vần điệu và tính nhạc đều là một phần của cấu tứ. Để có một cấu tứ tốt, người làm thơ thường phải nâng tầm mắt mình cao hơn tình cảm của mình, bao quát toàn bộ bài thơ, làm chủ chính tác phẩm của mình.
Một điểm nữa khá quan trọng, song lại có thể là lỗ hổng lớn nhất trong tất cả các bài bàn luận về thơ là dư âm. Dư âm là cảm quan người đọc có được sau khi đọc một cụm từ, một câu thơ, một đoạn thơ, hay một bài thơ. Tuy nguồn gốc của dư âm là ở bản thân cấu kết của các từ, cách sử dụng từ, của âm thanh và hình ảnh do các từ tạo ra, song kết quả của dư âm còn do ảnh hưởng của tâm trạng người đọc, cảm quan của người đọc, hay nói cách khác, khả năng cảm nhận của người đọc. Sở dĩ dư âm là một lỗ hổng lớn là vì tính khó bao trùm được của bất cứ một bàn luận nào về khía cạnh này. Có thể nói dư âm là kết xuất của cảm quan của người viết thơ cộng với cảm quan của người đọc thơ. Tạo được dư âm như mình mong muốn là cái thần của người làm thơ. Nó cũng tương tự như cảm quan của người nghe âm nhạc, sau khi nghe một đoạn nhạc. Tính mỹ thuật và âm hưởng của bài thơ, của đoạn nhạc là cái làm cho người ta nhớ và mến trọng. Có lẽ vì thế mà nhiều nhà thơ dùng ngoại cảnh để nói nội tình hơn là phân tích tình cảm nội tâm, tức là đi gián tiếp hay hơn là đi trực tiếp, hay lấy cái chung để nói cái riêng tư hay hơn là lấy cái riêng tư để nói cái riêng tư. Dư âm còn có thể là cái hương vị của bài thơ, từ đó người đọc cảm nhận được phong thái, cái hay cái đẹp trong tâm tư của nhà thơ. Nếu tôi nói hoa thơm thì người đọc chưa chắc đã cảm thấy hoa thơm, nhưng nếu tôi nói thoảng đưa trong không gian thì người đọc thấy cái gì nhè nhẹ, hình dung được cái hương bay. Hay nói cách khác, người làm thơ không diễn tả những gì hiển hiện trước mặt, không nói những gì hiển nhiên vốn có, bằng ngôn ngữ cửa miệng, đầu lưỡi, tức là thứ ngôn ngữ vẫn dùng thường ngày, song dùng một cách khác, gián tiếp chỉ đến điều mình muốn nói. Một trong những ví dụ là cách dùng hình ảnh cái bàn với những cái ghế trống rỗng trong vở nhạc kịch Những người khốn khổ, phỏng theo tiểu thuyết cùng tên của Victor Hugo.
There's a grief that can't be spoken.
There's a pain goes on and on.
Empty chairs at empty tables
Now my friends are dead and gone.
...
Phantom faces at the window.
Phantom shadows on the floor.
Empty chairs at empty tables
Where my friends will meet no more.
Tạm dịch:
Có những nỗi thương tiếc không bật được thành lời.
Có những nỗi đau lê gót chẳng dừng.
Những cái ghế vắng vẻ bên những cái bàn trống không
Những người bạn của tôi giờ đã chết và không còn nữa.
...
Ảo ảnh của những gương mặt ngoài cửa sổ.
Những bóng ma trên sàn nhà.
Những cái ghế vắng vẻ bên những cái bàn trống không
Nơi những người bạn của tôi không còn gặp nhau được nữa.
Nếu cộng những câu trên với bản nhạc hát chúng thành bài hát thì dư âm là những giọt nước mắt trào ra. Như vậy việc dùng hình ảnh gián tiếp để nói cái nỗi đau ở trong lòng có tác động mạnh hơn, có sức truyền cảm lớn hơn, hơn là chỉ đơn giản nói "những người bạn của tôi chết cả rồi".
Làm thơ là việc khó và không phải ai cũng có thể làm được. Nhiều khi người ta cho rằng khả năng làm thơ là một thiên phú, trời cho và thường gây cảm xúc thán phục nếu ai đó có khả năng "xuất khẩu thành thơ". Đương nhiên khi làm thơ, người làm thơ phải có hiểu biết và một trí tuệ nhất định, song kể cả khi dùng trí tuệ thì trí tuệ của người làm thơ cũng bị cảm xúc của tình cảm chủ quan chi phối.
- Thơ là thể loại văn học lấy cảm xúc, lấy trí tuệ súc tích được diễn đạt theo hình thức có vần điệu hoặc tự do (không vần điệu). Trong việc sáng tác các thể loại văn học thì nhà thơ là người cần thiên phú nhất, cho nên ít khi do học mà làm được thơ hay, dù nếu đã làm được thơ hay và cũng được học thì vẫn tốt hơn.
- Thơ tồn tại như một loại thể văn học, còn "chất Thơ" hay "chất Thi ca" thì tồn tại ở nhiều loại hình, loại thể văn nghệ và trong thiên nhiên nói chung. Ví dụ một phong cảnh đẹp, một không khí môi trường gợi cảm xúc thi ca - như mùa thu vàng, chiều đông tuyết nhẹ rơi lãng đãng, khi tiễn hay đón gặp lại người thân sau nhiều năm xa vắng... làm cho tâm hồn tràn lên cảm xúc trữ tình, khiến ta như muốn ca lên, hát lên để biểu lộ một cái gì đó dạt dào hay xao xuyến.

Nói tóm lại thi ca là tất cả những gì thuộc tình cảm và lý trí chịu sự chi phối của cảm xúc rung động đa dạng của con người. Khi nào bạn còn những rung động đó, nghĩa là tâm hồn bạn còn chất thi ca, còn khiến bạn sống có ý nghĩa hơn trên cõi đời này. Thơ, ngoài đặc điểm đó, lại là một nghệ thuật tuân theo các tính chất riêng của thể loại này - trong đó yếu tố trời cho làm thơ là số một. Những tính chất riêng của thể loại thơ là một vấn đề lớn, mà muốn hiểu nó chúng ta cần tham khảo từ nhiều nguồn như các giáo trình văn học, cũng như các nguồn khác.

## Phân tích

### Âm
Âm do sự nhóm họp của một hoặc nhiều nguyên âm tạo nên. Những âm gần giống nhau, không kể các phụ âm đứng trước hay đứng sau hay sự tác động của các dấu gây sự trầm bổng của âm, tạo nên vần trong thơ. Chẳng hạn, âm đơn:
à, ca, cha, đá, lá, ta
âm kép:
biên, chiêm, chuyên, xuyên
Bảng phân các loại âm sau đây được trích từ Hệ thống thanh trong tiếng Việt (Việt Nam Văn Học Sử Yếu, Dương Quảng Hàm):
| Loại thanh | Tên các thanh                                                   | Dấu chỉ thanh                    | Ghi chú                                              |
| ---------- | --------------------------------------------------------------- | -------------------------------- | ---------------------------------------------------- |
| Bằng       | phù bình thanh trầm thượng thanh                                | không có dấu dấu huyền           |                                                      |
| Trắc       | phù thương thanh trầm thương thanh phù khứ thanh trầm khứ thanh | ngã (~) hỏi (?) sắc (') nặng (.) |                                                      |
| Trắc       | phù nhập thanh trầm nhập thanh                                  | sắc (') nặng (.)                 | riêng cho các tiếng đằng sau có phụ âm t, c, p và ch |
Nếu lựa từ sao cho có âm và thanh tương hợp thì khi đọc lên sẽ nghe êm tai, ta gọi lời văn có vần. Hai tiếng vần với nhau khi có âm tương tự và có cùng thanh (hoặc là cùng bình thanh hoặc là cùng trắc thanh). Trong thơ, vấn đề hợp vần là điều cốt yếu. Sự phối trí âm thanh nhịp điệu là yếu tố cơ bản của thơ.

### Vần
Vần là những chữ có cách phát âm giống nhau, hoặc gần giống nhau, được dùng để tạo âm điệu trong thơ. Đây là một quy luật để nối các câu trong bài thơ với nhau. Thường vần được dùng để nối câu gieo vào chữ cuối cùng của câu thơ. Có hai loại vần:
- vần bình: những chữ không dấu hoặc dấu huyền — ba, bà
- vần trắc: những chữ có dấu hỏi, ngã, sắc, nặng — bả, bã, bá, bạ

Chữ "đấy", "cấy" cùng phát ra một âm "ây" song đều thuộc trắc thanh. Những tiếng "dâu", "màu", "sầu" có âm "âu" và "au" và thuộc bình thanh.
Vần thể còn được quan niệm là vần giàu hay nghèo:
- Vần giàu (hay còn gọi là Vần chính): những chữ có cùng âm và thanh
  - Thanh bằng: Phương, sương, cường, trường
  - Thanh trắc: Thánh, cảnh, lãnh, ánh
- Vần nghèo (hay còn gọi là Vần thông): đồng thanh nhưng với âm tương tự
  - Thanh bằng: Minh, khanh, huỳnh, hoành
  - Thanh trắc: Mến, lẽn, quyện, hển

Ví dụ hai câu dùng vần chính:
Lầu Tần chiều nhạt vẻ thu
Gối loan tuyết đóng, chăn cù giá đông
Cưỡng vậnKhi hai vần là vần thông với nhau mà thôi.
Người lên ngựa kẻ chia bào
Rừng phong thu đã nhuộm màu quan san
Lạc vậnKhi hai vần không thuộc vần chính hay vần thông.
Người về chiếc bóng năm canh
Kẻ đi muôn dặm một mình xa xôi
Trong thơ Việt, có hai cách gieo vần
- Gieo vần ở giữa câu (yêu vận hay "vần lưng"): Chữ cuối của câu trên vần với một chữ nằm bên trong câu dưới như trong thể thơ lục bát, chữ cuối câu có sáu chữ vần với chữ thứ sáu của câu tám chữ sau đó. Chẳng hạn truyện Kiều (1(6)-2(6)) (2(8)-3(6)) (3(6)-4(6)) (4(8)-..):

Người về chiếc bóng năm canh
Kẻ đi muôn dặm một mình xa xôi
Vầng trăng ai xẻ làm đôi?
Nửa in gối chiếc, nửa soi dặm trường
- Gieo vần ở cuối câu (cước vận hay "vần chân"): Các chữ ở cuối câu vần với nhau.

Vần tiếpCác cặp trắc bằng xen kẽ tiếp nhau. Chẳng hạn Xuân Diệu trong Tương Tư Chiều (2,3) (4,5) (6,7):
1. Bữa nay lạnh mặt trời đi ngủ sớm,
2. Anh nhớ em, em hỡi! Anh nhớ em.
3. Không gì buồn bằng những buổi chiều êm,
4. Mà ánh sáng đều hòa cùng bóng tối.
5. Gió lướt thướt kéo mình qua cỏ rối;
6. Vài miếng đêm u uất lẩn trong cành;
7. Mây theo chim về dãy núi xa xanh
8. Từng đoàn lớp nhịp nhàng và lặng lẽ.
9. Không gian xám tưởng sắp tan thành lệ.

Vần chéoTrong thi đoạn bốn câu, chữ cuối câu thứ nhất vần với câu thứ ba và chữ cuối câu thứ hai vần với câu thứ tư. Chẳng hạn Anh Thơ trong bài Tiếng chim tu hú (1,3) (2,4):
1. Nắng hè đỏ hoa gạo
2. Nước sông Thương trôi nhanh
3. Trên đường đê bước rảo
4. Gió nam giỡn lá cành

Nhiều khi chỉ cần chữ cuối câu thứ hai vần với câu thứ tư mà thôi. Chẳng hạn Quang Dũng trong bài Đôi bờ (2,4):
1. Xa quá rồi em người mỗi ngả
2. Bên này đất nước nhớ thương nhau
3. Em đi áo mỏng buông hờn tủi
4. Dòng lệ thơ ngây có dạt dào?

Vần ômTrong thi đoạn bốn câu, chữ cuối câu thứ nhất vần với câu thứ tư và chữ cuối câu hai vần với câu thứ ba. Vần trắc ôm vần bằng, hay ngược lại. Chẳng hạn Nguyên Sa trong Áo lụa Hà Đông (1,4) (2,3):
1. Nắng Sài Gòn anh đi mà chợt mát
2. Bởi vì em mặc áo lụa Hà Đông
3. Anh vẫn yêu màu áo ấy vô cùng
4. Thơ của anh vẫn còn nguyên lụa trắng

Vần ba tiếngTrong thi đoạn bốn câu, chữ cuối câu một, câu hai và câu thứ tư vần với nhau. Câu ba khác vần. Chẳng hạn Thâm Tâm trong Tống Biệt Hành (1,2,3).
1. Đưa người ta không đưa qua sông
2. Sao có tiếng sóng ở trong lòng?
3. Bóng chiều không thắm không vàng vọt
4. Sao đầy hoàng hôn trong mắt trong?

Cách gieo vần dùng chữ cuối cùng của câu cũng xuất hiện trong các bài thơ của châu Âu, chẳng hạn như hai câu trích trong bài On His Being Arrived to the Age of Twenty-three của nhà thơ người Anh John Milton (tiếng Anh):
That I to manhood am arrived so near,
And inward ripeness doth much less appear,
Hay tạm dịch là:
Rằng tôi đến tuổi trưởng thành đã đến rất gần
Và sự chín muồi bên trong ít xuất hiện hơn nhiều
Ở đây âm "ia" (của near và appear) được dùng để làm vần nối hai câu thơ.

### Điệu
Điệu, hay còn gọi là nhạc điệu, tạo nên do âm thanh của từ được chọn và nhịp điệu ngắt câu. Nhạc trong thơ được tạo nên bởi ba yếu tố: vần, tiết tấu và từ. Thơ lục bát, ca dao là một thể loại giàu nhạc tính.
- Âm hưởng của vần:

(a)- Vần bằng thường gây cảm giác nhẹ nhàng, mềm mại.
Gió mơn man sợi nắng mành
Sương còn đu ngọn lá xanh miệt mài
Dương gian hé rạng hình hài
Trời se sẽ lạnh, đất ngai ngái mùi
(b) - Vần trắc thường gây cảm giác mạnh mẽ, động đậy, tỉnh thức.
Gió mơn man sợi nắng mành
Sương còn đu ngọn lá xanh miệt mài
Dương gian hé rạng hình hài
Trời se sẽ lạnh, đất ngai ngái mùi
- Tiết tấu của câu: Tiết tấu là nói đến cái nhịp, cái điệu của câu thơ. dựa vào chỗ ngắt đoạn, tức chỗ chia câu thành từng vế, mỗi vế có nghĩa trọn vẹn. Đó là nhịp dài (--), khi ngâm người ta ngừng lại ngân nga lâu một chút. Ngoài ra, trong mỗi vế, khi ngâm tùy theo hứng, người ta cũng có thể ngừng lại ngân nga ngắn hơn ở những chỗ vế chia thành từng bộ phận, đó là nhịp ngắn (-).

Dương gian (-) hé rạng (-) hình hài (--)
Trời (-) se sẽ lạnh (-), đất ngai (--) ngái mùi(--)
- Nhịp trong thơ: tạo nên do sự phân định của câu và của từ, tương tự khi viết cho dấu phẩy, khi đọc ngưng hơi.

Nhịp (4/4) - (2/2/2/2)
Em ngồi cành trúc (--) em tựa cành mai (--)
Đông đào (-) tây liễu (-) biết ai (-) bạn cùng (--)
Nhịp (2/2/2) - (2/2/2/2)
Trời mưa (-) ướt bụi (-) ướt bờ (-)
Ướt cây (-) ướt lá (--) ai ngờ (-) ướt em (--)
Nhịp (2/4) - (2/2/2/2)
Yêu mình (--) chẳng lấy được mình (--)
Tựa mai (-) mai ngã (--) tựa đình (-) đình xiêu (--)
Nhịp (2/4) - (4/4)
Đố ai (-) quét sạch lá rừng (--)
Để ta khuyên gió (--) gió đừng rung cây (--)
Nhịp (2/4) - (2/4/2)
Hỡi cô (-) tát nước bên đàng (--)
Sao cô (-) múc ánh trăng vàng (--) đổ đi (--)
Nhịp (4/2) - (2/4/2)
Trách người quân tử (-) bạc tình (--)
Chơi hoa (--) rồi lại bẻ cành (--) bán rao (--)
Nhịp (3/2/2) - (4/3/2)
Đạo vợ chồng (-) thăm thẳm (-) giếng sâu (--)
Ngày sau cũng gặp (--) mất đi đâu (-) mà phiền (--)
- Nhạc tính của từ: Theo ngữ học, mỗi từ đơn của ta thường là một âm tiết, khi phát lên nhẹ hay mạnh, trong hay đục là tùy theo vị trí phát âm của nó trong khẩu cung (kể từ môi đến cuống họng, kể cả độ mở của miệng). Một từ được phát lên tại vị trí nào trong khẩu cung là phải chịu ảnh hưởng của bốn yếu tố tạo nên nó: nguyên âm, phụ âm đầu, phụ âm cuối và thanh. Vì thế từ nào có:

1. nguyên âm bổng như: i, ê, e
2. phụ âm vang như: m, n, nh, ng
3. thanh bổng như: không dấu, dấu sắc, dấu hỏi, thì từ được phát ra, âm sẽ cao, trong và nhẹ.

Ngược lại, từ nào gặp phải:
1. nguyên âm trầm: u, ô, o,
2. phụ âm tắc: p, t, ch, c,

và thanh trầm: dấu huyền, dấu ngã, dấu nặng thì từ phát ra âm sẽ đục và nặng.
Sự trong đục của các từ ngắt nhịp trong câu, và nhất là của các từ dùng làm vần có ảnh hưởng nhiều nhất đến nhạc tính của thơ.
Hôm qua (-) tát nước đầu đình (--)
Bỏ quên cái áo (-) Trên cành hoa sen (--)
Em được (--) thì cho anh xin (--)
Hay là (-) em để làm tin (-) trong nhà. (--)
Những từ ngắt nhịp và những từ dùng làm vần trong 4 câu thơ này hầu hết đều có những yếu tố tạo nên âm vang và trong, nên nhạc thơ nghe vui, diễn tả được tình cảm trong sáng, yêu đời của chàng trai ở đây.
Nụ tầm xuân (-) nở ra xanh biếc. (--)
Em đã có chồng (--) anh tiếc (-) lắm thay. (--)
Âm "iếc" trong 2 từ "biếc" và "tiếc" lấy làm vần ở đây có 2 nguyên âm bổng (iê) vút cao với thanh sắc cũng thuộc loại thanh bổng nhưng đã bị đứt hơi, tắc nghẽn bởi phụ âm cuối 'c', được mệnh danh là âm tắc, nên khi đọc lên nghe như tiếng nấc, nhạc thơ vì vậy chậm lại, nghe nghẹn ngào, tức tưởi. Như thế, vần "iếc" ở đây gieo rất đắt, đã cực tả được nỗi tiếc nuối đứt ruột của chàng trai khi trở lại chốn cũ, gặp lại người xưa, tình mình thì đang nồng, người mình yêu lại quá đẹp, nhưng than ôi muộn mất rồi, vì nay nàng đã là gái có chồng!
Yêu ai tha thiết, thiết tha
Áo em hai vạt trải ra chàng ngồi.
Đôi khi để đảm bảo cho nhạc tính của câu ca dao (âm luật, âm vận), những âm tiết của từ kép có thể đảo ngược vị trí. Như câu ca dao trên hai âm tiết "tha thiết" được đảo thành "thiết tha" vì thể lục bát chỉ gieo vần bằng (tha, ra).
Thơ hoặc ca dao hay sử dụng từ láy, nhờ sự lập lại toàn thể hay một số yếu tố của từ gốc mà từ láy khi phát âm, hai điểm phát âm sẽ trùng nhau (từ láy hoàn toàn) hay tiến sát gần nhau (từ láy không hoàn toàn) tạo thành một chuỗi hòa âm, giúp cho nhạc điệu của thơ vừa phong phú, vừa tăng uyển chuyển, nhịp nhàng.

### Luật
Luật làm thơ:
Vần bằng (hay cũng gọi là "bình") được ký hiệu bằng B, vần trắc được ký hiệu bằng T, vần không theo luật ký hiệu bằng số 0 (vần tự do, có thể là thanh bất kì, bằng hoặc trắc).

#### Thơ lục bát
Thơ lục bát có nguồn gốc lâu đời, là một thể thơ dân tộc ta, thơ lục bát bao gồm có thể từ hai câu trở lên. Trong đó thì cứ hai câu ghép lại thành một cặp câu. Các cặp câu gồm có một câu 6 tiếng (câu lục) và một câu 8 tiếng (câu bát), và xen kẽ cứ câu lục là câu bát rồi đến cặp câu khác, số câu trong bài không giới hạn.
 
Lục bát là một trong hai thể loại thơ chính của Việt Nam (lục bát và song thất lục bát). Thơ lục bát ở Việt Nam được truyền bá và phát triển hàng trăm năm nay. Thơ lục bát đã thấm đẫm tâm hồn người Việt chúng ta vì đó là thể thơ trong ca dao, đồng dao và các bài ru con. Ngày nay thơ lục bát vẫn được các nhà thơ hiện đại tiếp thu, hoàn chỉnh và giữ một vị trí quan trọng trong nền văn học Việt Nam hiện đại. Thơ lục bát rất giản dị về quy luật, dễ làm, thường dùng để diễn tả những cung bậc cảm xúc khác nhau trong tâm hồn con người.
Thơ lục bát có nguồn gốc lâu đời, là một thể thơ dân tộc ta, thơ lục bát bao gồm có thể từ hai câu trở lên. Trong đó thì cứ hai câu ghép lại thành một cặp câu. Các cặp câu gồm có một câu 6 tiếng (câu lục) và một câu 8 tiếng (câu bát), và xen kẽ cứ câu lục là câu bát rồi đến cặp câu khác, số câu trong bài không giới hạn. Thông thường thì bắt đầu bằng câu sáu chữ và chấm dứt ở câu tám. Nhưng cũng có khi kết thúc bằng câu sáu để đạt tính cách lơ lửng, hiểu ngầm, hay diễn đạt sự đột ngột. Thơ lục bát cũng cần tuân thủ luật về thanh và vần, vì vậy tìm hiểu thơ lục bát là tìm hiểu về luật và vần của nó. Luật về thanh giúp cho câu thơ trở nên hài hòa. Các vần chính là hình thức kết dính các câu thơ lại với nhau.
Luật thanh trong thơ lục bát; Thơ lục bát có 2 câu chuẩn là câu lục và câu bát, cũng như thơ Đường luật, nó tuân thủ quy tắc nhất, tam, ngũ bất luận; nhị, tứ, lục phân minh. Nghĩa là các tiếng thứ 1, 3, 5, 7 trong câu có thể tự do về thanh, nhưng các tiếng thứ 2, 4, 6, 8 thì phải theo luật chặt chẽ. Luật như sau:
| Câu số  | Vần | Vần | Vần | Vần | Vần | Vần | Vần | Vần |
| 1       | 0   | B   | 0   | T   | 0   | B   |     |     |
| 2       | 0   | B   | 0   | T   | 0   | B   | 0   | B   |
| Chữ thứ | 1   | 2   | 3   | 4   | 5   | 6   | 7   | 8   |

Ví dụ:
Nửa đêm qua huyện Nghi Xuân (B - T - B)
Bâng khuâng nhớ Cụ, thương thân nàng Kiều
(Tố Hữu)
Về phối thanh, chỉ bắt buộc các tiếng thứ tư phải là trắc, các tiếng thứ hai, thứ sáu, thứ tám phải là bằng, nhưng trong câu tám các tiếng thứ sáu thứ tám phải khác dấu, nếu trước là dấu huyền thì sau phải là không dấu hoặc ngược lại:
Một cây làm chẳng nên non
Ba cây chụm lại nên hòn núi cao
Thế nhưng đôi khi có thể tự do về tiếng thứ hai của câu lục hay câu bát, có thể biến nó thành thanh trắc. Hoặc là câu lục giữ nguyên mà câu bát thì lại theo thứ tự T-B-T-B những câu thơ thế này ta gọi là lục bát biến thể.
Ví dụ:
Có xáo thì xáo nước trong T-T-B
Đừng xáo nước đục đau lòng cò con T-T-B-B
Hay:
Con cò lặn lội bờ sông
Gánh gạo nuôi chồng tiếng khóc nỉ non T-B-T-B
Cách gieo vần trong thơ lục bát: Thơ lục bát có cách gieo vần khác với các thơ khác. Có nhiều vần được gieo trong thơ nhiều câu chứ không phải là một vần, điều này tạo cho thơ lục bát tính linh hoạt về vần. Thể thơ lục bát thường được gieo vần bằng; tiếng cuối của câu lục hiệp với tiếng thứ sáu của cậu bát, tiếng thứ sáu của câu bát hiệp với tiếng của câu lục tiếp; cứ như thế đến hết bài lục bát:
Trăm năm trong cõi người ta
Chữ tài chữ mệnh khéo là ghét nhau
Trải qua một cuộc bể dâu
Những điều trông thấy mà đau đớn lòng
Như thế ngoài vần chân có cả ở hai câu 6, 8 lại có cả vần lưng trong câu tám.
Tiểu đối trong thơ lục bát: Đó là đối thanh trong hai tiếng thứ 6 (hoặc thứ 4) của câu bát với tiếng thứ 8 câu đó. Nếu tiếng này mang thanh huyền thì tiếng kia bắt buộc là thanh ngang và ngược lại.
Ví dụ:
Đau đớn thay phận đàn bà
Lời rằng bạc mệnh cũng là lời chung.
Ngoài đối thanh còn có đối ý:
Dù mặt lạ, đã lòng quen
(Bích câu kì ngộ)
Cách ngắt nhịp trong thơ lục bát: Thơ lục bát thông thường ngắt nhịp chẵn, là nhịp 2/2/2, hoặc 4/4 để diễn tả những tình cảm thương yêu, buồn đau...
Người thương/ ơi hỡi/ người thương
Đi đâu/ mà để/ buồng hương/ lạnh lùng
Đôi khi để nhấn mạnh nên người ta đổi thành nhịp lẻ đó là nhịp 3/3:
Chồng gì anh/ vợ gì tôi
Chẳng qua là cái nợ đời chi đây
Khi cần diễn đạt những điều trắc trở, khúc mắc, mạnh mẽ, đột ngột hay tâm trạng bất thường, bất định thì có thể chuyển sang nhịp lẻ 3/3, 1/5, 3/5...
Thể thơ lục bát với cách gieo vần, phối thanh và ngắt nhịp giản dị mà biến hóa vô cùng linh hoạt, phong phú và đa dạng, nó rất dồi dào khả năng diễn tả. Đa số ca dao được sáng tác theo thể lục bát. Theo thống kê của các nhà nghiên cứu có hơn 90% lời thơ trong ca dao được sáng tác bằng thể thơ này.
Từ những đặc trưng cấu trúc ngữ nghĩa trên có thể thấy về cơ bản thể thơ lục bát vẫn là thể thơ nền nã, chỉn chu với những quy định rõ ràng về vần nhịp, về số tiếng mỗi dòng thơ, về chức năng đảm trách của mỗi câu trong thể. Tuy vậy cũng có lúc câu lục tràn sang câu bát, câu lục và câu bát dài quá khổ, có khi xê dịch phối thanh, hiệp vần... đó là dạng lục bát biến thể. Sự biến đổi đó là do nhu cầu biểu đạt tình cảm ngày càng phong phú, đa dạng phá vỡ khuôn hình 6/8 thông thường. Tuy nhiên dù phá khuôn hình, âm luật, cách gieo vần của thể thơ lục bát cơ bản vẫn giữ nguyên. Đó là dấu hiệu đặc trưng cho ta nhận biết nó vẫn là thể lục bát.
Bên cạnh lục bát truyền thống còn có lục bát biến thể là những câu có hình thức lục bát nhưng không phải trên sáu dưới tám mả có sự co giãn nhất định về âm tiết về vị trí hiệp vần... Hiện tượng lục bát biến thể là vấn đề đáng chú ý trong ca dao, chúng ta có thể xem xét một số trường hợp: lục bát biến thể tăng, lục bát biến thể giảm số tiếng.
Xét về mặt nội dung thơ lục bát diễn đạt tâm trạng nhiều chiều của nhân vật trữ tình. Thông thường người bình dân hay mượn thể loại văn vần này để bày tỏ nỗi lòng, tâm trạng của mình trong cuộc sống, sinh hoạt, tình yêu... do vậy thể thơ chủ yếu của ca dao vẫn là thể lục bát vì nó có khả năng diễn đạt tất thảy những cung bậc cảm xúc như: tình yêu trai gái, tình yêu gia đình, xóm làng, yêu đồng ruộng, đất đai, yêu lao động, yêu thiên nhiên.... Dân tộc nào cũng có một thể thơ, một điệu nhạc phù hợp với cách điệu cuộc sống của dân tộc đó. Lục bát là thể thơ hài hoà với nhịp đập của con tim, nếp nghĩ, cách sinh hoạt của người dân Việt Nam. Ca dao, tiếng nói mang đầy âm sắc dân tộc cũng được chuyển tải bằng lục bát. Việc sáng tạo thể thơ độc đáo này thể hiện đời sống tinh thần phong phú của người bình dân, rất nhiều nhà thơ thành công nhờ thể thơ này. Những truyện thơ vĩ đại nhất của Việt Nam như Truyện Kiều, Lục Vân Tiên đều được thể hiện bằng hình thức thơ Lục bát. Sau này các nhà thơ hiện đại cũng đã rất thành công khi vận dụng thể lục bát trong các sáng tác của mình. Nguyễn Bính, Đồng Đức Bốn tiêu biểu cho dòng lục bát dân gian. Dòng lục bát trí tuệ có thể xem Lửa thiêng của Huy Cận trong phong trào Thơ Mới là thành tựu mở đầu. Dòng lục bát hiện đại có Bùi Giáng, Nguyễn Duy, Tố Hữu...
Bởi cái chất duyên dáng, kín đáo, không ồn ào của lối nghĩ phương Đông, lục bát đã giữ cho mình luôn có cái vẻ nền nã. Ngày nay thể lục bát vẫn là niềm tự hào của dân tộc Việt Nam.

#### Thơ song thất lục bát
Song thất là hai câu bảy chữ nối theo hai câu lục bát. Chinh phụ ngâm của Đặng Trần Côn đã được Đoàn Thị Điểm diễn nôm lại bằng thể thơ này. Trong câu bảy chữ trên, chữ thứ ba, bảy là vần trắc, chữ thứ năm là vần bình; trong câu bảy chữ dưới, chữ thứ ba, bảy là vần bình, thứ năm là vần trắc; trong câu lục, chữ thứ hai, sáu là vần bình, chữ thứ tư là vần trắc; trong câu bát, chữ thứ hai, sáu, tám là vần bình, chữ thứ tư là vần trắc.
| Câu số  | Vần | Vần | Vần | Vần | Vần | Vần | Vần | Vần |
| 1       | 0   | 0   | T   | 0   | B   | 0   | T   |     |
| 2       | 0   | 0   | B   | 0   | T   | 0   | B   |     |
| 3       | 0   | B   | 0   | T   | 0   | B   |     |     |
| 4       | 0   | B   | 0   | T   | 0   | B   | 0   | B   |
| Chữ thứ | 1   | 2   | 3   | 4   | 5   | 6   | 7   | 8   |
Chàng thì đi cõi xa mưa gió
Thiếp lại về buồng cũ gối chăn
Đoái trông theo đã cách ngăn
Tuôn màu mây biếc, trải ngần núi xanh
Chữ cuối cùng của câu có bảy chữ trên vần với chữ thứ năm của cây bảy chữ dưới, chữ cuối câu bảy chữ ở dưới vần với chữ cuối của câu sáu chữ trong hai câu lục bát tiếp theo, chữ cuối câu sáu chữ lục bát vần với chữ thứ sáu của câu có tám chữ, và chữ cuối của câu tám chữ lục bát vần với chữ thứ năm của câu bảy chữ tiếp theo. Tuy nhiên, chữ cuối câu lục bát tám chữ cũng có thể vần với chữ thứ ba câu bảy chữ, biến đổi âm trong vần chữ này đổi sang vần bình. Do đó, chữ thứ ba trong câu bảy chữ trên có thể là trắc hay bằng.
| Câu số  | Vần | Vần | Vần | Vần | Vần | Vần | Vần | Vần |
| 1       | 0   | 0   | 0   | 0   | B   | 0   | T   |     |
| 2       | 0   | 0   | B   | 0   | T   | 0   | B   |     |
| 3       | 0   | B   | 0   | T   | 0   | B   |     |     |
| 4       | 0   | B   | 0   | T   | 0   | B   | 0   | B   |
| Chữ thứ | 1   | 2   | 3   | 4   | 5   | 6   | 7   | 8   |
Nước trong chảy lòng phiền chẳng rửa
Cỏ xanh thơm dạ nhớ khó quên
Nhủ rồi tay lại trao liền
Bước đi một bước lại vin áo chàng

#### Thơ bốn chữ
Nếu chữ thứ hai là vần bằng thì chữ thứ tư là vần trắc.
| Câu số  | Vần | Vần | Vần | Vần |
| 1       | 0   | T   | 0   | B   |
| 2       | 0   | B   | 0   | T   |
| Chữ thứ | 1   | 2   | 3   | 4   |
Bão đến ầm ầm
Như đoàn tàu hỏa
Ngược lại, nếu chữ thứ hai là vần trắc thì chữ thứ tư là vần bằng.
| Câu số  | Vần | Vần | Vần | Vần |
| 1       | 0   | B   | 0   | T   |
| 2       | 0   | T   | 0   | B   |
| Chữ thứ | 1   | 2   | 3   | 4   |
Chim ngoài cửa sổ
Mổ tiếng võng kêu
Song nhiều bài thơ không theo luật ở trên.
Bão đi thong thả
Như con bò gầy

#### Thơ năm chữ
Tương tự như luật của thơ bốn chữ ở trên, song cũng nhiều trường hợp không theo luật.
Hôm nay đi chùa Hương
Hoa cỏ mờ hơi sương
Cùng thầy me em dậy
Em vấn đầu soi gương

#### Thơ sáu chữ
Dùng chữ cuối cùng, với cách gieo vần như vần chéo hoặc vần ôm:
Vần chéo
Quê hương là gì hở mẹ
Mà cô giáo dạy phải yêu
Quê hương là gì hở mẹ
Ai đi xa cũng nhớ nhiều
Đỗ Trung Quân - Quê Hương
Vần ôm
Xuân hồng có chàng tới hỏi:
-- Em thơ, chị đẹp em đâu?
-- Chị tôi tóc xõa ngang đầu
Đi bắt bướm vàng ngoài nội
Huyền Kiêu - Tình sầu

#### Thơ bảy chữ
Do ảnh hưởng của Thất ngôn tứ tuyệt trong thơ Đường, thơ bảy chữ hiện nay vẫn còn mang âm hưởng luật của nó. Có hai loại câu:
Vần bằng
| Câu số  | Vần | Vần | Vần | Vần | Vần | Vần | Vần |
| 1       | 0   | B   | 0   | T   | 0   | B   | B   |
| 2       | 0   | T   | 0   | B   | 0   | T   | B   |
| 3       | 0   | T   | 0   | B   | 0   | T   | T   |
| 4       | 0   | B   | 0   | T   | 0   | B   | B   |
| Chữ thứ | 1   | 2   | 3   | 4   | 5   | 6   | 7   |
Quanh năm buôn bán ở mom sông
Nuôi đủ năm con với một chồng
Lặn lội thân cò khi quãng vắng
Eo sèo mặt nước buổi đò đông
Tú Xương – Thương vợ
Hay gần đây hơn:
Em ở thành Sơn chạy giặc về
Tôi từ chinh chiến cũng ra đi
Cách biệt bao ngày quê Bất Bạt
Chiều xanh không thấy bóng Ba Vì
(Quang Dũng – Đôi mắt người Sơn Tây)
Vần trắc
| Câu số  | Vần | Vần | Vần | Vần | Vần | Vần | Vần |
| 1       | 0   | T   | 0   | B   | 0   | T   | B   |
| 2       | 0   | B   | 0   | T   | 0   | B   | B   |
| 3       | 0   | B   | 0   | T   | 0   | B   | T   |
| 4       | 0   | T   | 0   | B   | 0   | T   | B   |
| Chữ thứ | 1   | 2   | 3   | 4   | 5   | 6   | 7   |
Lẳng lặng mà nghe nó chúc nhau:
Chúc nhau trăm tuổi bạc đầu râu
Phen này ông quyết đi buôn cối
Thiên hạ bao nhiêu đứa giã trầu
Hiện nay, thể thơ này được cải biên và nó chỉ còn là:
| Câu số  | Vần | Vần | Vần | Vần | Vần | Vần | Vần |
| 1       | 0   | B   | 0   | T   | 0   | B   | 0   |
| 2       | 0   | T   | 0   | B   | 0   | T   | 0   |
| Chữ thứ | 1   | 2   | 3   | 4   | 5   | 6   | 7   |
Ta về cúi mái đầu sương điểm
Nghe nặng từ tâm lượng đất trời
Cảm ơn hoa đã vì ta nở
Thế giới vui từ mỗi lẻ loi
Tô Thùy Yên – Ta về

#### Thơ tám chữ
- Chữ cuối có vần trắc thì chữ thứ ba là vần trắc, chữ thứ năm và sáu là vần bằng

|         | Vần |   |   |   |   |   |   |   |
|         | 0   | 0 | T | 0 | B | B | 0 | T |
| Chữ thứ | 1   | 2 | 3 | 4 | 5 | 6 | 7 | 8 |
- Chữ cuối có vần bằng thì chữ thứ ba là vần bằng, chữ thứ năm và sáu là vần trắc.

|         | Vần |   |   |   |   |   |   |   |
|         | 0   | 0 | B | 0 | T | T | 0 | B |
| Chữ thứ | 1   | 2 | 3 | 4 | 5 | 6 | 7 | 8 |
Nhưng nhiều lúc cũng không như thế.

##### Cách gieo vần
Vần tiếp
Em cứ hẹn nhưng em đừng đến nhé,
Tôi sẽ trách -- cố nhiên -- nhưng rất nhẹ;
Nếu trót đi, em hãy gắng quay về,
Tình mất vui lúc đã vẹn câu thề
Đời chỉ đẹp những khi còn dang dở.
Thơ viết đừng xong, thuyền trôi chớ đỗ,
Cho nghìn sau... lơ lửng... với nghìn xưa...
Hồ Dzếnh - Ngập Ngừng
Vần chéo
Trong ánh nắng hạt sương dần nhẹ bỗng
Rồi tan vào thoáng đãng trời xanh
Cánh hoa mỏng rập rờn với gió
Có nhớ về hạt sương sớm long lanh?
Hải Kỳ - Giấc mơ
Vần ôm
Đêm Trường Sơn. Lá với nước rầm rì
Hơi đá lạnh nép mái nhà nghe ngóng
Chúng tôi ngồi xòe tay trên lửa nóng
Máu bàn tay mang hơi lửa vào tim
Nguyễn Khoa Điềm - Bếp lửa rừng
Muốn cho thơ tám chữ thêm âm điệu, một số nhà thơ thường gieo vần chữ thứ tám của câu trên với chữ thứ năm hay sáu của câu dưới:
Sàn gác trọ những tâm hồn bão nổi
Những hào hùng, uất hận gối lên nhau
Cao Tần - Ta làm gì cho hết nửa đời sau?

### Dạng
1. Thơ lục bát
2. Thơ song thất lục bát
3. Thơ bốn chữ
4. Thơ năm chữ
5. Thơ sáu chữ
6. Thơ bảy chữ
7. Thơ tám chữ
8. Thơ tự do
9. Thơ Đường luật (Thất ngôn bát cú, thất ngôn tứ tuyệt)

## Các nhà thơ nổi tiếng trên thế giới
Xem bài: Nhà thơ